# Mount Sparrowhawk
Mount Sparrowhawk är ett berg i Kanada.   Det ligger i provinsen Alberta, i den centrala delen av landet, 3 000 km väster om huvudstaden Ottawa. Toppen på Mount Sparrowhawk är 2 839 meter över havet.
Terrängen runt Mount Sparrowhawk är bergig österut, men västerut är den kuperad. Trakten runt Mount Sparrowhawk är nära nog obefolkad, med mindre än två invånare per kvadratkilometer.. Närmaste större samhälle är Canmore, 17,6 km norr om Mount Sparrowhawk. 
Trakten runt Mount Sparrowhawk består i huvudsak av gräsmarker.